# Zurich Financial Services
Zurich Insurance Group Ltd. (SIX: ZURN) é uma companhia de seguros da Suíça, popularmente conhecida apenas como Zurich, com sede em Zurique, Suiça. A empresa é maior seguradora da Suíça. Em 2013 o grupo estava em 75° maiores empresas públicas de acordo pela lita Global Forbes 2000. E em 94° em 2011, pela no Top 100 da Interbrand.

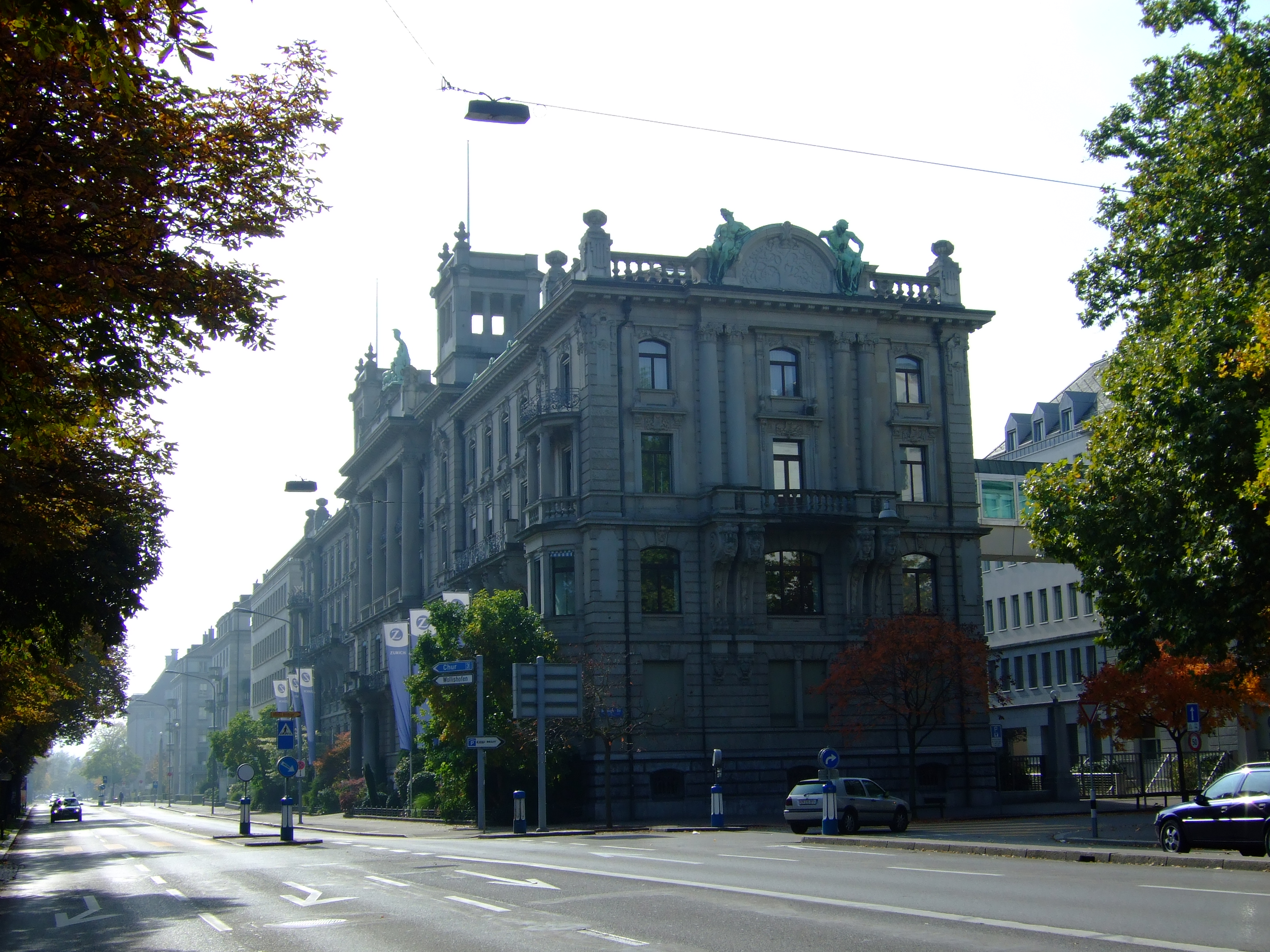
Atual sede em Zurique

## Ligações Externas
- Sitio Oficial